# Leslie Sabo

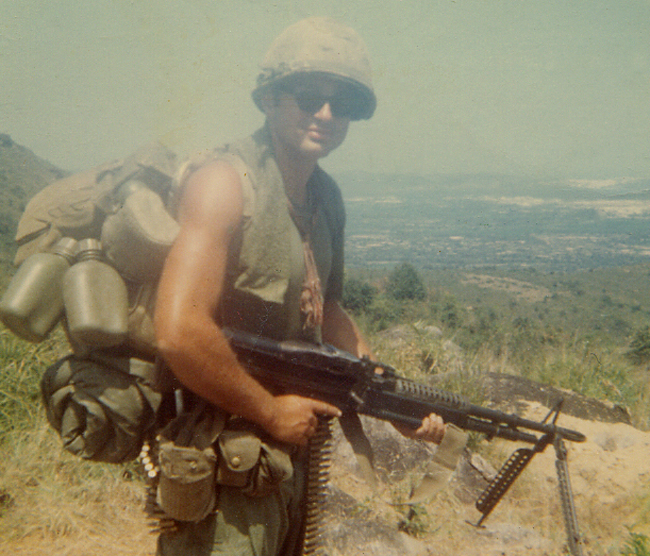
Leslie H. Sabo

Leslie Halasz Sabo (Ungarisch: László Halász Szabó; * 22. Februar 1948 in Kufstein, Österreich; † 10. Mai 1970 in Se San, Kambodscha) war ein Soldat in der United States Army während des Vietnamkriegs. Eingesetzt wurde Sergeant Sabo im 506. Infanterieregiment der 101. US-Luftlandedivision. Er fiel am 10. Mai 1970 in Kambodscha in der Schlacht um Se San. Obwohl er bereits wenige Monate nach seinem Tod für die Auszeichnung zur Medal of Honor vorgeschlagen wurde, fand die offizielle Verleihung erst 42 Jahre später statt, da die erforderlichen Unterlagen über Jahrzehnte unauffindbar waren.

## Biographie

### Kindheit und Jugend
Leslie Halasz Sabo, Jr. wurde am 22. Februar 1948 als dritter Sohn von Elisabeth und Leslie Sabo in Kufstein geboren. Die Familie Sabo war eine bürgerliche Familie, deren jüngster Sohn während des Zweiten Weltkriegs im Alter von einem Jahr bei einem Bombardement der Alliierten Luftstreitkräfte getötet wurde. Der mittlere Sohn Georg wurde 1944 geboren. Mit der Besetzung von Ungarn durch die Sowjetunion nach dem Ende des Zweiten Weltkriegs verlor die Familie ihren Besitz und beschloss 1950, weil nun ein kommunistisches Regime in Ungarn installiert wurde, in die Vereinigten Staaten auszuwandern.
Der Vater der Familie, der zuvor als Anwalt tätig war, besuchte die Abendschule, um Ingenieur zu werden. Die Familie ließ sich nach ihrer Ankunft in Youngstown, Ohio nieder, später zog sie nach Ellwood City, Pennsylvania. Die beiden Söhne wurden vom Vater im patriotischen Sinne erzogen. Sabo graduierte 1966 an der Lincoln High School und besuchte dann die Youngstown State University. Die Ausbildung an der Universität brach er allerdings ab und arbeitete in einem Stahlwerk. Seine Freunde und die Familie beschrieben ihn als liebevollen, lockeren und immer gut gelaunten Jungen mit Vorlieben für Billard und Bowling.

### Militärische Laufbahn
Sabo wurde im April 1969 für die US Army rekrutiert und zur Grundausbildung nach Fort Benning, Georgia verlegt. Während eines Urlaubs heiratete er Rose Sabo-Brown, die Tochter eines Veteranen aus dem Zweiten Weltkrieg, der mit dem Silver Star ausgezeichnet worden war. Leslie und Rose hatten sich 1967 kennengelernt und verbrachten ihre Flitterwochen in New York City, nachdem er im September und Oktober 1969 die Ausbildung zum Fallschirmjäger absolviert hatte. Danach wurde Sabo der Bravo-Kompanie des 3. Bataillons des 506. Fallschirmjägerregiments der 101. US-Luftlandedivision unterstellt.
Im Januar 1970 wurde seine Einheit nach Vietnam verlegt. Die Einheit wurde während der ersten Monate ihres Einsatzes immer wieder in kleinere Scharmützel mit den Nordvietnamesen verstrickt.
Am 5. Mai 1970 wurde Sabos Einheit der 4. US-Infanteriedivision angegliedert und nahm an einer geheimen Mission in Kambodscha teil. Die Gruppe wurde im Rahmen dieser Operation per Hubschrauber über die Grenze verlegt und befand sich weit ab von anderen verbündeten Einheiten. Zweck dieses Einsatzes war es, unter Zuhilfenahme von schwerer Luftunterstützung den für die Vietcong überlebenswichtigen Nachschubtransport am Ho-Chi-Minh-Pfad zu unterbinden. Während der ersten fünf Tage des Einsatzes kam es zu schweren Gefechten mit den zahlenmäßig überlegenen nordvietnamesischen Truppen.

## Medal of Honor
Am 10. Mai 1970 war Sabos Platoon Teil eines Kommandounternehmens, das sie zusammen mit zwei anderen Zügen der Bravo Kompanie nach Se San in Kambodscha führte. Ziel des Unternehmens war es, Truppenteile der regulären Vietnamesischen Volksarmee anzugreifen, die den Raum um Se San als Sammelpunkt für eine geplante Offensive nutzten. Auf dem Weg zum Einsatzort geriet die Einheit in einen Hinterhalt von etwa 150 feindlichen Soldaten. Diese Auseinandersetzung wurde später im Buch Forgotten Honor von Eric Poole, einem Reporter des Elwood City Ledger, beschrieben und in den Vereinigten Staaten als „Muttertags-Hinterhalt“ bekannt.
Sabo, der am Ende seiner Einheit marschierte, konnte immer wieder Versuche der Vietnamesen abwehren, seine Einheit einzukreisen und diese so zu überlaufen. Im Zuge der Auseinandersetzungen warf ein nordvietnamesischer Soldat eine Granate in die Nähe eines verwundeten US-Soldaten. Sabo lief aus seiner Deckung und warf sich über seinen verwundeten Kameraden, bevor die Granate explodierte. Trotz Verwundung ging Sabo anschließend in den Gegenangriff über und griff mit einer Handgranate einen feindlichen Graben an, was zum Tode zweier nordvietnamesischer Soldaten führte. Nach diesem Nahkampf ging die Munition der US-Amerikaner zur Neige und Sabo setzte sich erneut feindlichem Beschuss aus, um für den Rest seiner Einheit Munition von zuvor getöteten Soldaten zu organisieren.
Sabo begann damit, die Munition, die er zuvor von verwundeten und getöteten Kameraden eingesammelt hatte, an den Rest der Einheit zu verteilen. Als die Nacht hereinbrach, konzentrierten die Nordvietnamesen ihre Bemühungen darauf, die amerikanischen MedEvac-Hubschrauber zu bekämpfen, die später mehr als zwei Dutzend verwundete US-Soldaten aus dem Kampfgebiet evakuieren konnten. Infolge der Fokussierung der nordvietnamesischen Feuerkraft auf die Hubschrauber gelang es dem Platoon der Bravo-Kompanie, die nordvietnamesische Zange zu durchbrechen und sich zwei anderen Platoons anzuschließen, die ebenfalls in Bedrängnis waren. Diese konnten dadurch entlastet werden.
Als der erste Hubschrauber landete und unter Beschuss der Nordvietnamesen geriet, verließ Sabo erneut seine Deckung und bot dem Personal während der Evakuierung zweier verwundeter Kameraden Feuerschutz, bis seine Munition zur Neige ging. Während des Versuchs, sein M-60 neu zu laden, erlitt er durch feindliches Feuer mehrere ernsthafte Verwundungen. Bereits schwer verwundet, kroch Sabo nach vorne in Richtung der nordvietnamesischen Stellungen, zog den Sicherungssplint aus einer Granate und warf sie im letztmöglichen Augenblick auf einen feindlichen Bunker. Die resultierende Explosion zerstörte den Bunker, tötete aber auch Leslie Sabo selbst.
Insgesamt wurden sieben weitere Mitglieder seines Zuges in diesen Kämpfen getötet und weitere 28 verwundet. Die nordvietnamesischen Truppen verloren 49 Soldaten.

### Nachträgliche Anerkennung

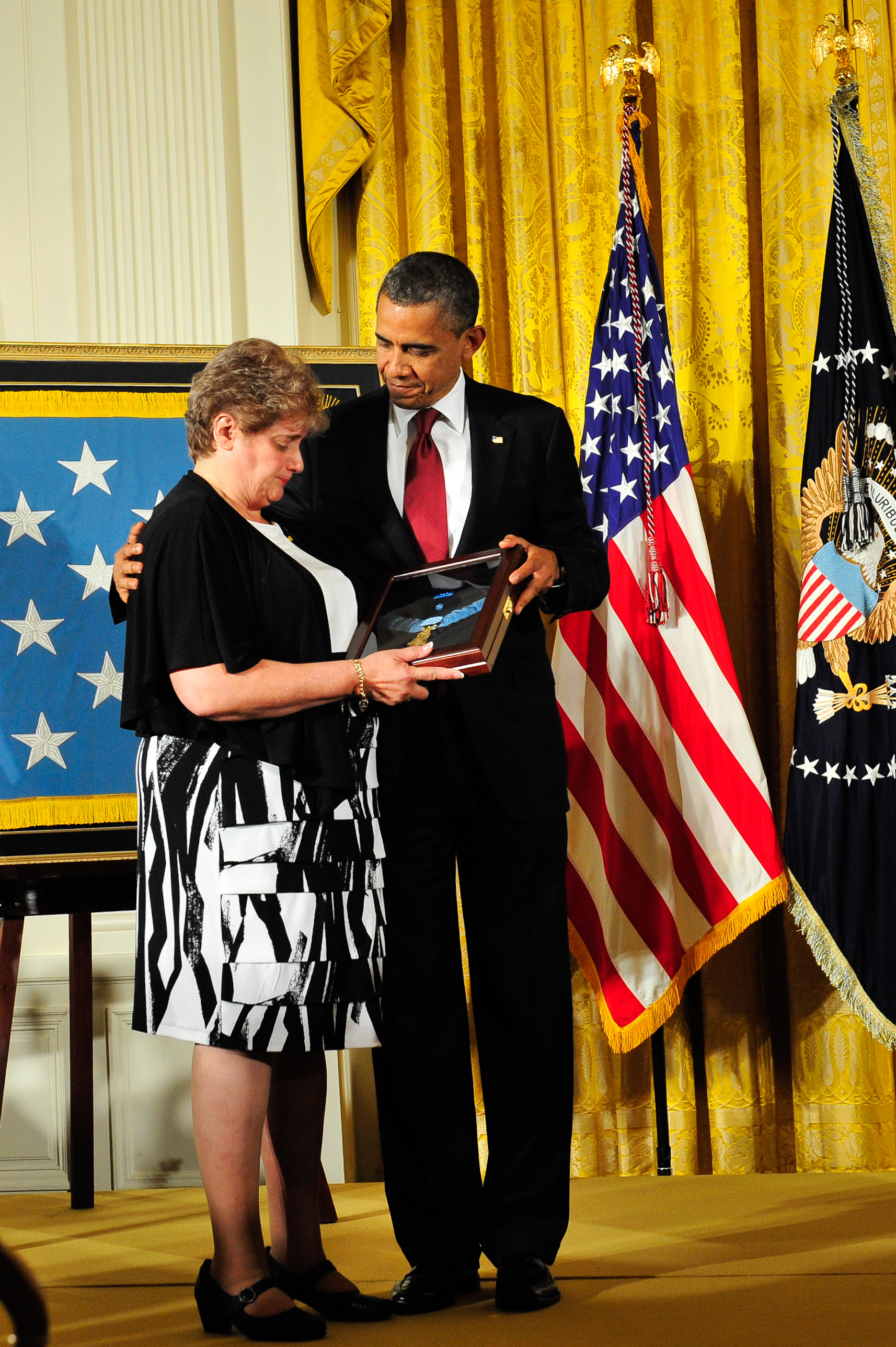
Präsident Barack Obama übergibt posthum die Medal of Honor an Rose Buccelli, die hinterbliebene Ehefrau von Leslie H. Sabo, während der offiziellen Verleihung im Weißen Haus am 16. Mai 2012 in Washington, D.C.

Obwohl Sabo posthum in den Rang eines Sergeants befördert wurde, blieben die Umstände, die zu seinem Tod führten, über viele Jahre ungeklärt. Offiziell berichtete das Militär, Sabo wäre durch einen Scharfschützen getötet worden, während er einen Munitionsbunker in Südvietnam bewachte.
Kurz nachdem Sabo gefallen war, schlug ihn sein Kompaniekommandeur zur Ehrung mit der Medal of Honor vor, unglücklicherweise gingen jedoch sämtliche Aufzeichnungen über seine Taten sowie das Ersuchen seines Vorgesetzten verloren. Erst 1999 entdeckte Alton Mabb, ein Veteran der 101. Airborne Division und Kolumnist für die Verbandszeitschrift, Sabos Akten bei der Suche nach Dokumenten im Nationalarchiv in College Park, Maryland. Mabb publizierte einen Artikel über Sabos Heldentat in seinem Magazin und schrieb an die US-Kongressabgeordnete Corrine Brown mit der Bitte, seine Empfehlung für eine posthume Ordensverleihung weiterzuleiten. Brown unterstützte das Anliegen von Mabb, und im Jahr 2006 empfahl der Secretary of the Army, Francis J. Harvey, dem Kongress, Sabo die Medal of Honor zuzuerkennen. Es kam jedoch zu einigen Verzögerungen, da der endgültige Text der Ehrung im Kongress umstritten war. Daraufhin beschloss die Familie Sabos, sich persönlich an den US-Kongressabgeordneten Jason Altmire zu wenden, dieser sollte die Auszeichnung im Verteidigungsministerium nochmals unterstützen. Der Secretary of the Army John M. McHugh empfahl schließlich im März 2010 die Vergabe einer Medal of Honor an Sabo. Am 16. April 2012 wurde bekanntgegeben, dass die Familie die Medaille während einer Zeremonie im Weißen Haus, 42 Jahre nach dem Tod Sabos, von US-Präsident Barack Obama erhalten sollte.

### Gedenkstätten
Sergeant Sabo wird im Rahmen eines Denkmals für die B Company in Marietta, Ohio, der Heimat seines ehemaligen Kommandanten, geehrt. Sabos Name erscheint außerdem auf der Memorial Wall des Vietnam Veterans Memorial auf Panel 10W – Zeile 15.